# Aedes ledgeri
Aedes ledgeri är en tvåvingeart som beskrevs av Huang 1981. Aedes ledgeri ingår i släktet Aedes och familjen stickmyggor. Inga underarter finns listade i Catalogue of Life.